# Vincent Cavard
Vincent Cavard (ur. 26 października 1988 r. w Saint-Remy) – francuski wioślarz.

## Osiągnięcia
- Mistrzostwa Świata U-23 – Račice 2009 – dwójka podwójna wagi lekkiej – 5. miejsce[1].
- Mistrzostwa Świata – Poznań 2009 – ósemka wagi lekkiej – 5. miejsce[1].